# Ilim
L'Ilim (in russo Илим?) è un fiume della Russia siberiana orientale, affluente di destra dell'Angara. Scorre nei rajon Ust'-Udinskij, Nižneilimskij e Ust'-Ilimskij dell'oblast' di Irkutsk.
Nasce e scorre interamente nella regione dell'altopiano della Lena e dell'Angara e scorre con direzione settentrionale o nordoccidentale fino alla foce nell'Angara, presso la città di Ust'-Ilimsk, in corrispondenza dell'omonimo bacino artificiale. Il fiume ha una lunghezza di 589 km e il suo bacino è di 30 300 km². La portata d'acqua media annua a 52 km dalla foce è di 136,2 m³/s. Sfocia nell'Angara a 854 km dalla foce.
I principali affluenti sono Kočenga e Tuba, da destra, Čora, da sinistra; un altro affluente di destra, prima che venisse riempito il bacino, era l'Igirma che ora sfocia nella profonda insenatura Igirminskij (Игирминский залив) nella parte orientale del bacino.
Oltre alla già citata Ust'-Ilimsk, un altro centro urbano di rilievo toccato nel corso è Šestakovo. La città di Železnogorsk-Ilimskij si trova 16 km a est del fiume.
Come tutti i fiumi del bacino, è gelato per lunghi periodi ogni anno (dai primi di novembre a fine aprile, mediamente).